# 翡翠国際貨運航空
翡翠国際貨運航空（ひすいこくさいかうんこうくう）は、中華人民共和国深圳市に本社を置いていた貨物専門の航空会社。正式名称は翡翠国際貨運航空有限公司。略称は翡翠航空。

## 概要
- 2004年10月、深圳航空、ルフトハンザ・カーゴそしてDEGドイツ投資開発銀行の合弁事業として、深圳を本社として設立された貨物専門の航空会社。持ち株比率は深圳航空が51%、ルフトハンザカーゴが25%、DEGが24%となり、中国における初の外資系資本が入った航空会社であった。

- 運航路線は自社ネットワークの他、親会社であるルフトハンザ・カーゴとのコードシェアー路線が組み合わされた形で構成され、会社設立当初は中国-EU間が主要路線であったが2009年春には南米（ブラジル・エクアドル・コロンビア）やアフリカ（ナイジェリア）へ向けた長大路線にも就航。中国国内のハブ都市を起点にEUの主要都市、インド、中東やアフリカへ積極的に就航地を拡大させていた。

- 中国国内で急成長中の親会社、深圳航空でのパイロット不足も深刻であることから、翡翠航空は外国人経験者パイロットを中心として運航されており、一部情報によれば2009年1月現在日本人パイロットも在籍していた模様。
- 2011年に運航を停止し、2012年1月に会社を解散。負債総額は43億8700万人民元で、うち34億5000万人民元は中国銀行の債権だった。[1]

## コードデータ
- IATA航空会社コード：JI
- ICAO航空会社コード：JAE
- コールサイン：JADE CARGO

## 主な就航都市
- 中国国内 - 深圳、香港、上海浦東、天津、成都、重慶、厦門、煙台
- アジア
  - 日本 - 大阪（関西）（2009年春より運休中）
  - 韓国 - ソウル（仁川）
  - インド - デリー、コルカタ、チェンナイ、ムンバイ
  - パキスタン - カラチ、ラホール
  - カザフスタン - カラガンダ
- 欧州・東欧圏 - アムステルダム（オランダ）、イスタンブール（トルコ）、ウイーン（オーストリア）、ジュネーブ（スイス）、バルセロナ（スペイン）、フランクフルト（ドイツ）、ブレシア（イタリア）、タリン（エストニア）、トビリシ（グルジア）
- 中東 - ドバイ、シャルージャー（UAE）、バーレーン（バーレーン）
- アフリカ - ラゴス（ナイジェリア）
- EU-南米線 - 運休中

## 使用機材

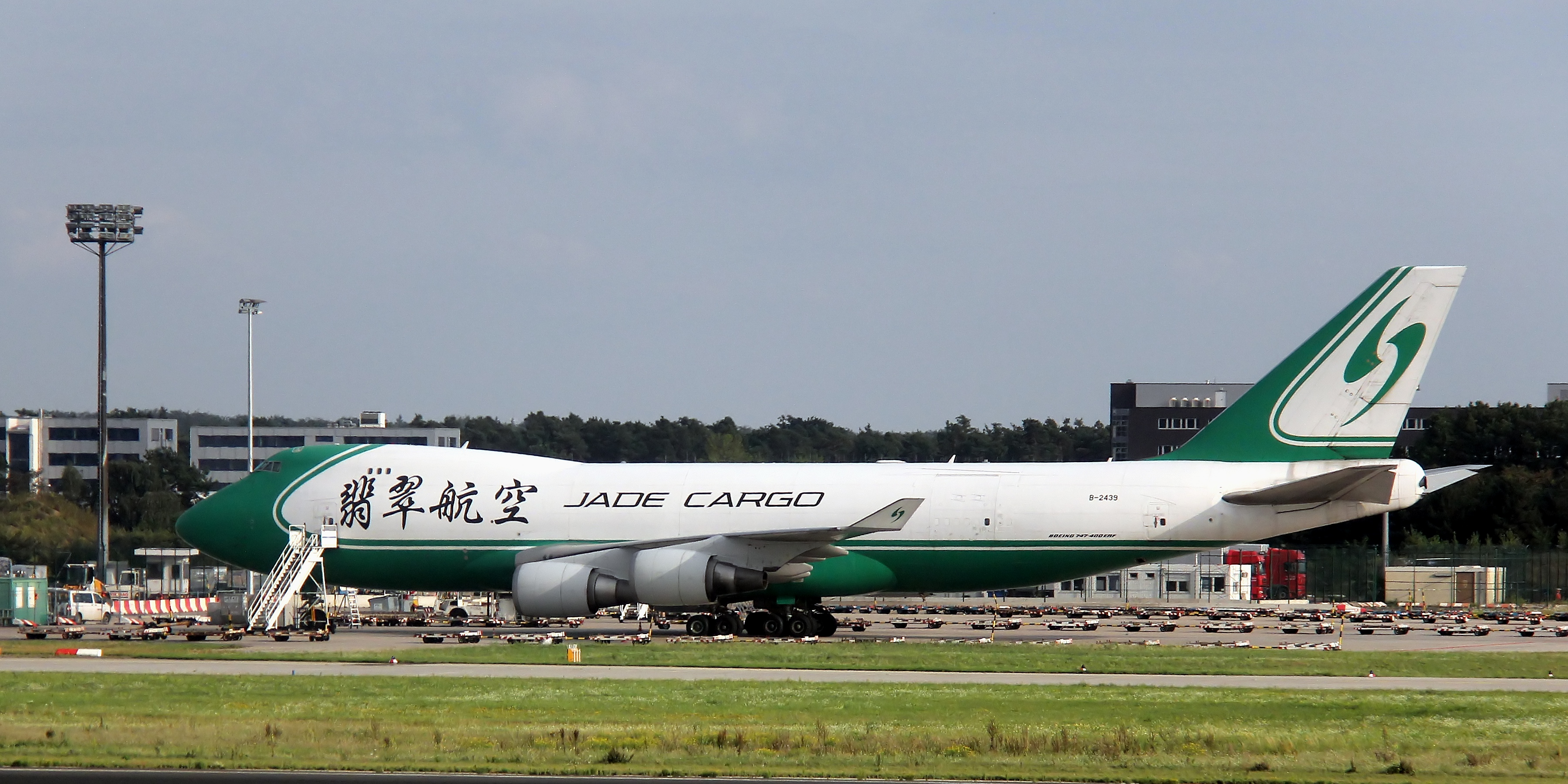
ボーイング747

- 2009年3月現在以下の航空機で構成される。
  - ボーイング747-400ERF型機（新造機） 6機